# Cevaeria estebani
Cevaeria estebani är en skalbaggsart som beskrevs av Tavakilian 2004. Cevaeria estebani ingår i släktet Cevaeria och familjen långhorningar. Inga underarter finns listade i Catalogue of Life.